# Honotua
Honotua ist ein Seekabel-System, das mehrere Inseln Französisch-Polynesiens über Tahiti mit Hawaii und damit weltweit verbindet. Das Kabel wurde zwischen Dezember 2009 und Juni 2010 durch Alcatel-Lucent Submarine Networks vom Kabelschiff Île de Ré verlegt und ist etwa 4650 Kilometer lang. Das Seekabel wurde auf eine Tiefe von bis zu 6000 Meter verlegt. Die Kosten betrugen 9,5 Milliarden CFP-Franc (XPF), etwa 80 Millionen Euro.
Der Name wurde gebildet aus dem tahitianischen Wort „HONO“ für „Verknüpfung“. Es ist die Verbindung zwischen Menschen, Völkern, Kulturen und Zivilisationen. „TUA“ bedeutet „das offene Meer“, „die hohe See“. Es ist aber auch „der Rücken“, „das Rückgrat“. Somit ist HONOTUA die Verbindung, die Polynesien mit dem Rest der Welt verbindet, dem Rückgrat, auf dem alle Informationskanäle miteinander verbunden sind.
Der internationale Teil des Kabels enthält ein einzelnes Faserpaar, das für Bandbreiten von jeweils 32 × 10 Gbit/s mit einer anfänglichen Beleuchtungskapazität von 2 × 10 Gbit/s spezifiziert ist. Das Haushaltssystem verfügt über zwei Faserpaare, die für jeweils 8 × 10 Gbit/s spezifiziert sind, mit einer anfänglichen Beleuchtungskapazität von 2 × 2,5 Gbit/s. Durch das Kabel wurde die Kapazität von vorher 500 Mbit/s auf 20 Gbit/s vervierzigfacht.

## Landungspunkte
Es hat Kabellandepunkte bei:
- Vaitape, Bora Bora, Französisch-Polynesien
- Uturoa, Raiatea, Französisch-Polynesien
- Huahine, Französisch-Polynesien
- Moorea, Französisch-Polynesien
- Papenoo, Tahiti, Französisch-Polynesien
- Samuel M. Spencer Beach Park Spencer Beach, Kawaihae, Hawaii, Vereinigte Staaten

Dabei wurden zuerst die Inseln Bora Bora, Raiatea und Huahine mit Moorea verbunden, dann Moorea mit Tahiti und zum Schluss Tahiti mit Hawaii. Der Betreiber dieses Kabels ist das französisch-polynesische Amt für Post- und Kommunikation der Polynésie Française (OPT).
Ein Denkmal erinnert an das Kabel an seinem Landepunkt in Tahiti. Darauf steht unter anderem eine Inschrift:
„In Erinnerung an die Menschen in Papenoo und Hawaii, die in der Vergangenheit Verbindungen geknüpft haben.“